# 610
610 (DCX na numeração romana) foi um ano comum do século VII, do Calendário Juliano, da Era de Cristo, teve início e fim numa quinta-feira, com a letra dominical D.
| ano completo                        |
| ----------------------------------- |
| Ano comum com início à quinta-feira |

## Eventos
Maomé tem a primeira visão do anjo Gabriel.

## Mortes
- Viterico, rei dos Visigodos